# Shi Dakai
Shi Dakai (chinesisch 石達開 / 石达开, Pinyin Shí Dákāi; geboren 1820; gestorben 1863), auch bekannt als Yi-Wang (翼王, das heißt Flügel-König oder Assistent-König) und „Herr der 5.000 Jahre“ war einer der Führer des Taiping-Aufstandes unter Hong Xiuquan. Er war halb Hakka, halb Zhuang.

## Leben
Shi Dakai kam aus einer landbesitzenden Hakkafamilie. Er stieß im August 1850 zu den Taiping. Zum Anlass seines Eintritts in die Bewegung ließ er mehrere Kanonen herstellen.
Shi Dakai war militärisch befähigt. Er besiegte die sogenannte „Hunan-Armee“ Zeng Guofans, eines namhaften kaiserlichen Beamten und Kriegsherren mehrfach zu Land und zu Wasser.
Als Yang Xiuqing, der sogenannte „König des Ostens“ dem „Himmlischen König“ Hong Xiuquan im August 1856 die Führungsposition der Bewegung streitig machte, wurde Shi Dakai nach Nanjing zurückbeordert. Bei dem anschließenden Machtkampf zwischen den Taiping-Anführern musste er aus der Hauptstadt fliehen, da er das Massaker an Yang Xiuqings Anhang (angeblich 20.000 Tote) missbilligt hatte und der Parteinahme beschuldigt wurde. Danach wurde seine gesamte Familie umgebracht und er kam mit seiner Armee zurück, um deren Tod an seinem Rivalen Wei Changhui zu rächen. Das wurde ihm im November 1856 von Hong Xiuquan abgenommen, der ihn zudem zu einer Art Premierminister machte. Aber Shi Dakai konnte gegen die Intrigen von Hongs Brüdern und anderen maßgeblichen Personen nicht bestehen und gab diesen Posten ein halbes Jahr später wieder auf.
Im Sommer 1857 verließ er mit einer großen Zahl seiner Anhänger die Rebellenhauptstadt. Shi Dakai verhielt sich aber trotzdem noch loyal zu Hong Xiuquan und führte für diesen weiterhin militärische Operationen aus. Nach einer sechsjährigen Folge von Kampagnen in verschiedenen Provinzen ergab sich Shi Dakai in militärisch aussichtsloser Lage den Qing in der Provinz Sichuan. Durch seine Kapitulation, welche zu seiner Exekution führen würde, erhoffte er sich Gnade für seine verbliebenen 2.000 Soldaten. Er wurde im Juni 1863 zusammen mit seinen Anhängern hingerichtet.